# 詹启纶
詹启纶（?—1878年），清朝軍事將領。
早年為盗匪，不识字。咸豐三年参加太平军，為林凤翔部下，四月，随林凤翔北伐。投降清军，令充勇目，多次與太平军、捻军作战。官至提督衔徐州镇总兵。长期驻扎扬州，在当地设立营捐，以横征暴敛成為巨富。光绪初年因金錢糾紛，殴毙商 人胡士禮，詹启纶为脫罪，旋即回湖北原籍，事發後仍被控告。光绪四年（1878年）被处以绞刑，陈国瑞亦受牽連, 戍黑龍江。